# (187304) 2005 UV
2005 يو في (ويعرف أيضًا باسم (187304) 2005 يو في وفق تسمية الكوكب الصغير) (بالإنجليزية: 2005 UV)‏ هو كويكب ضمن حزام الكويكبات؛ وترتيبه 187304 من حيث الاكتشاف.
اكتُشف هذا الجُرم الفلكي بواسطة جيمس ويتني يونغ في 23 أكتوبر 2005.

## وصلات خارجية
- (187304) 2005 UV في قاعدة بيانات مختبر الدفع النفاث لأجرام النظام الشمسي الصغيرة

- الاكتشاف · مخطط المدار ·  العناصر المدارية · المعلمات المادية

- (187304) 2005 UV على موقع ويكي سكاي: DSS2, SDSS, GALEX, IRAS, Hydrogen α, X-Ray, Astrophoto, Sky Map, Articles and images